# Dekatování

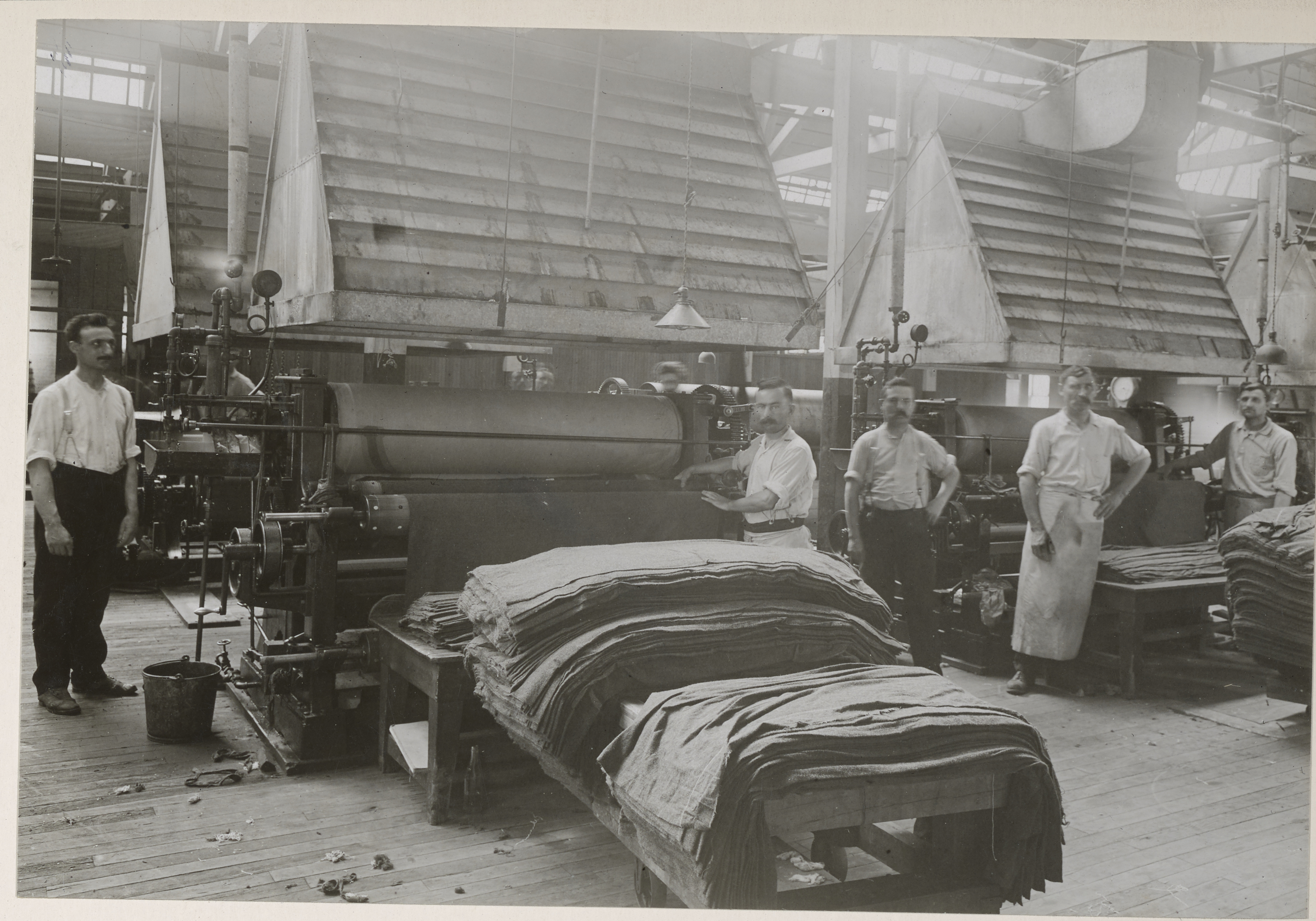
Dekatovací stroje (USA na začátku 20. století)

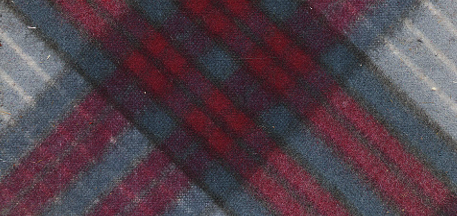
Počesaná bavlněná tkanina po úpravě dekatováním a pánvovým lisem (začátek 20. století)

Dekatování (z franc.:decatir = odleštit) je paření tkanin a pletenin, kterým se má dosáhnout
- odstranění silného, nepříjemného lesku, zamezení sráživosti a plný omak
- zafixování mírného, trvalého lesku.[2]

Používá se hlavně u vlněných a polovlněných textilií, známé je však také dekatování zboží z bavlněných a umělých vláken. Počátky dekatování jsou (podle Ottova slovníku naučného) známé z Anglie kolem roku 1820.
Propařování se provádí
- na několika vrstvách textilie navinutých na perforovaném válci a nebo
- kontinuální metodou: Textilie a nekonečný běhoun vedený přes válečky prochází společně přes dekatovací buben, na který jsou přitlačovány válcem a na následujícím válci se pak zchlazuje.[3]

## Způsoby dekatování
Zpravidla se rozeznává mokrá, vakuová, lesklá a dokončovací dekatura.
- Mokrá dekatura je nejintenzivnější. Zbožím obepínajícím perforovaný dekatovací buben se prohání po dobu asi 20 minut horká voda (cca do 80 °C) střídavě z vnějšku a z vnitřku a případně se propaří. Proces je zakončen ochlazením studenou vodou.
- Při vakuovém (suchém) dekatování se vkládá válec se zbožím a s běhounem („souběžníkem“) do kotle, ten se odvzdušní a po dobu 3-10 min. se do něj vhání pára o tlaku cca 0,15 MPa. Chlazení se provádí studeným vzduchem.
- Lesklá dekatura se provádí při větším napětí zboží, které se propařuje z vnějšku do dekatovacího válce mírně přehřátou párou.
- K dokončovací dekatuře se používá buben většího průměru (900 mm), pára se zde prohání asi 4-6 minut a chladí se vzduchem. Měkčí omak zboží sedá dosáhnout neúplným odsátím páry.
- Ke kontinuálnímu dekatování se používají většinou stroje se 2-3 dekatovacími válci, zboží zde prochází rychlostí až 10 m/min, stabilizační účinek je zpravidla nižší než při přerušovaném, pomalejším procesu.[4] [3] [5]

Vynikajících výsledků se dosahovalo tzv. pottingem, kterým se dříve zpracovávalo drahé zboží. Dekatování jednoho návinu trvalo však 3-5 hodin, pak se zboží převinulo a zpracování se opakovalo na rubní straně.
Ručnímu žehlení s napařovací žehličkou se někdy také říká dekatování.
Krabování je technologie, která působí podobným způsobem jako dekatování. Vlastní fixování je zde zpravidla kratší (2-4-min.), krabováním se většinou ustaluje textilie před barvením nebo bělením.